# Књига пророка Авдија
Књига Авдија или књига Обадије је једна од књига хебрејског Танаха, односно хришћанског Старог завета.
Ова књига је најкраћа у Старом завету. У њој се уочавају два дела која се толико разликују да није сигурно да потичу од истог аутора. У првом делу се налази проклетсво Едома а у другом његово разорење. За разлику од универзализма који налазимо код пророка Исаије, овде се сусрећемо са снажно израженим национализмом. Теолошку вредност овог дела чини величање моћи и праведности Свемогућег Бога, Јахвеа.